# Папанов, Алексей Фёдорович
Алексей Фёдорович Папанов (6 февраля 1918, Яблоново, Ивановская область — 18 июня 2001, Яблоново, Ивановская область) — председатель колхоза «Победа» Пучежского района Ивановской области, Герой Социалистического Труда (1976).

## Биография
Родился 6 февраля 1918 года в деревне Яблоново Юрьевецкого уезда Костромской губернии в крестьянской семье, русский. В декабре 1937 окончил школу техников торфмейстеров. С января 1938 работал техником по торфу Сокольского районного земельного отдела. С мая 1939 — агрономом колхозов Яблоновского участка Пучежского района.
Участник Великой Отечественной войны Член ВКП(б) с 1945 года. С 1945 по 1950 работал агрономом Яблоновского сельского Совета.
В 1950 был избран председателем нового колхоза «Свобода», образованного путём объединения 12 мелких хозяйств с центральной усадьбой в селе Летнево. Колхоз постепенно шел в гору. В марте 1960, в результате очередного укрупнения, колхоз был объединен с соседним колхозом «Победа». Председателем нового колхоза, получившего название «Победа» остался А. Ф. Папанов, переехавший в село Яблоново.
Пиком в истории хозяйства стала девятая пятилетка. За годы пятилетки производительность труда в хозяйстве возросла на 67 процентов, производство зерна — на 61, кормов — на 28, надой на корову — на 22, привес на откорме — на 27, валовое производство зерна — наполовину, продажа молока государству — на 39 процентов, мяса — на 32. Все отрасли животноводства рентабельны, нет ни одной убыточной. Колхоз не имел долгов и никогда не брал кредитов. Высокие результаты были получены за счет грамотной организации труда, высокопроизводительного использования техники. В 1973 году доход колхоза составил 1217 тысяч рублей.
Указом Президиума Верховного совета СССР от 23 декабря 1976 года «за выдающиеся успехи, достигнутые во Всесоюзном социалистическом соревновании, проявленную трудовую доблесть в выполнении планов и социалистических обязательств по увеличению производства и продажи государству зерна и других сельскохозяйственных продуктов в 1976 году» Папанову Алексею Фёдоровичу присвоено звание Героя Социалистического Труда присвоено в с вручением ордена Ленина и золотой медали «Серп и Молот».
В 1979 вышел на пенсию. Жил в родной деревне Яблоново. Скончался 18 июня 2001 года. Похоронен на кладбище села Сёготь Пучежского района.

## Награды
Награждён двумя орденами Ленина, двумя орденами Трудового Красного Знамени, орденом Октябрьской Революции, Отечественной войны 2-й степени, медалями, в том числе «За оборону Ленинграда».